# Jurjuzany (település)
Jurjuzany (orosz nyelven: Юрюзань) város Oroszország európai részén. A Cseljabinszki terület Katav-ivanovszki járásában. A „Jurjuzanyi városi község” székhelye.
Lakossága: 12 571 fő (a 2010. évi népszámláláskor).

## Elhelyezkedése
A Déli-Urál nyugati oldalán, Cseljabinszk területi székhelytől 296 km-re nyugatra, a Jurjuzany folyó két partján helyezkedik el. Néhány kilométerre fekszik Trjohgornij zárt várostól. Vasúti szárnyvonal (18 km) köti össze a transzszibériai vasútvonal Vjazovaja nevű állomásával. A város északi szélén vezet az  „Urál” főút. 

## Története
Neve a folyónévből származik. A települést egy vasgyártó manufaktúra létesítésekor, 1758-ban alapították és sokáig Jurjuzany-Ivanovszkij Zavod-nak, a 19. század végétől  Jurjuzanyszkij Zavodnak nevezték (a zavod szó jelentése 'gyár'). A napóleoni háborúk idején a gyár nagy mennyiségben szállított hadianyagot, egyebek mellett 1800 ágyúgolyót a hadsereg számára. A gyár 1908-ig állt fenn. 1921-ben Petrográdból átköltöztettek ide egy patkó- és szöggyártó üzemet. A második világháború idején, 1941-ben Tulából Jurjuzanyba evakuálták a 38. számú lőszergyár berendezéseit és munkásait. Ebből alakult ki a későbbi nevezetes mechanikai gyár, melynek egyik népszerű terméke volt a szaratovi minta után gyártott Jurjuzany márkanevű háztartási hűtőgép. A település 1943-ban kapott városi címet. 
Az 1964. évi árvízben megsemmisült a folyó régi, fából készült duzzasztógátja. Helyette 1972-ben vasbetonból megépült az új gát és a város két részét összekötő vasbetonhíd. A város gazdasági alapját képező gyár, mely kb. 60%-ban a hadiiparnak termelt, a válságos 1990-es évek után, 2002-ben csődbe ment. A vállalatból több önálló cég alakult, köztük 2005-ben a Jurjuzanyi Gépgyár, de 2016-ban az is bezárt. 2006-ban a gyártelep nagyobbik részét egy külkereskedőcég vásárolta meg.

## A népesség változása
| Év   | Lakosok |
| ---- | ------- |
| 1939 | 10 754  |
| 1959 | 17 291  |
| 1970 | 17 510  |
| 1979 | 18 113  |
| 1989 | 18 294  |
| 2002 | 14 158  |
| 2010 | 12 571  |